# 卡耶伊

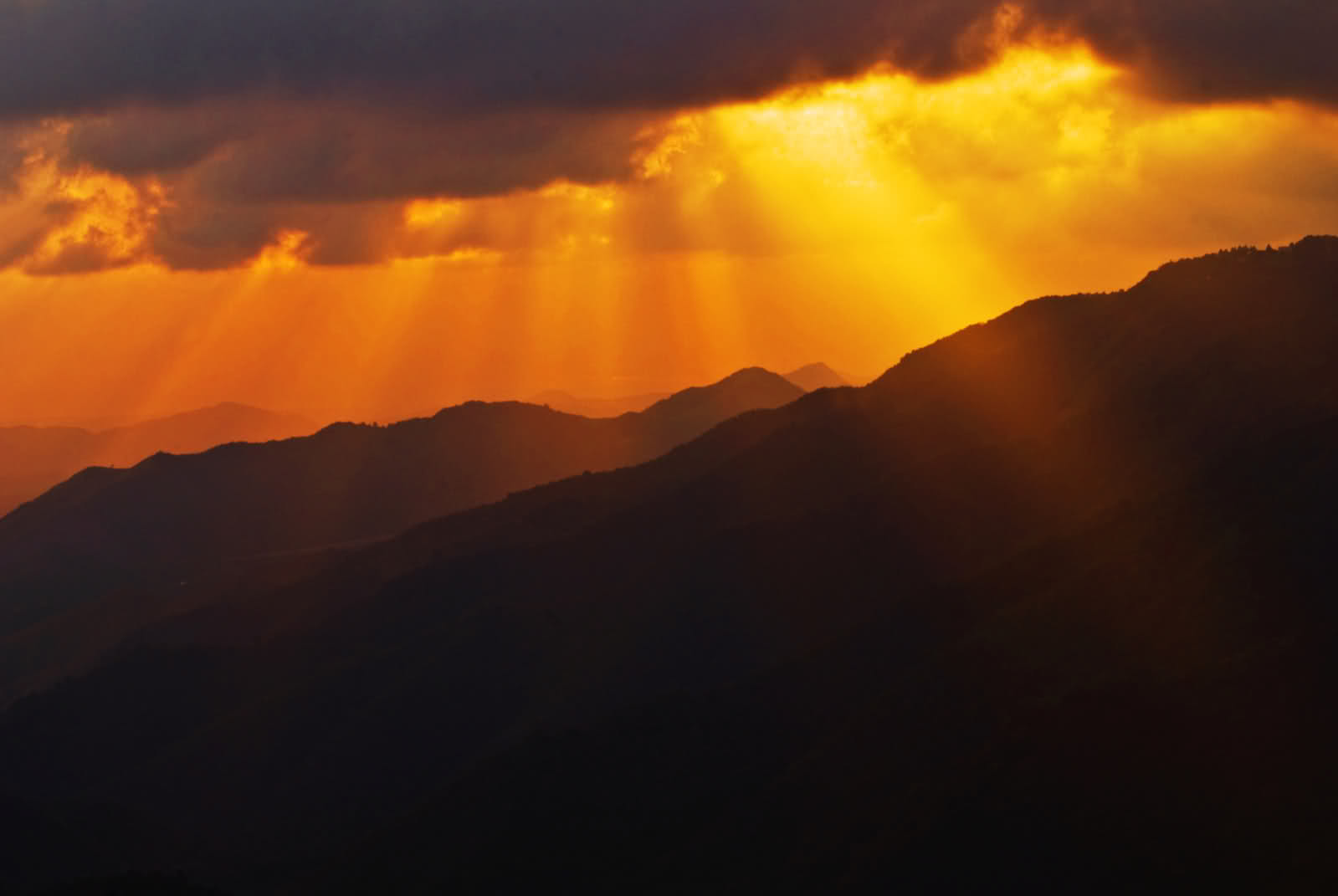

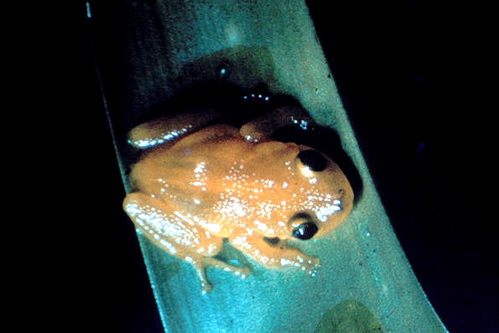

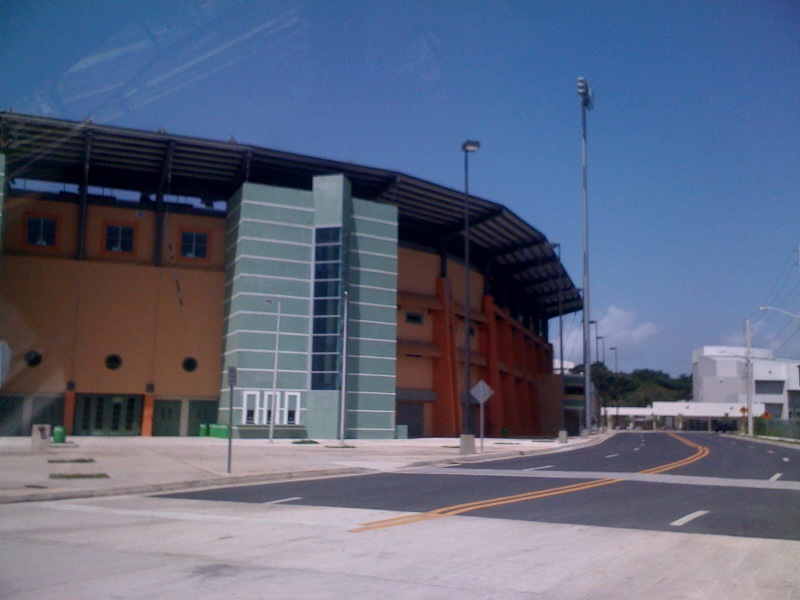

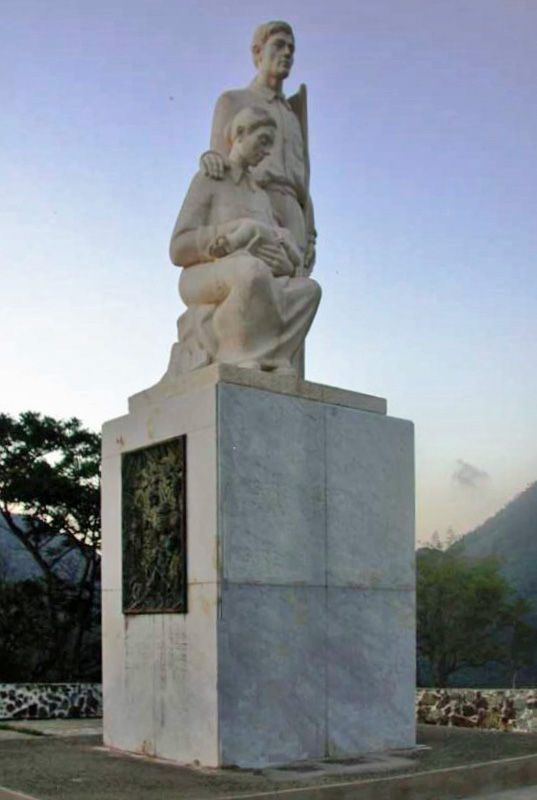

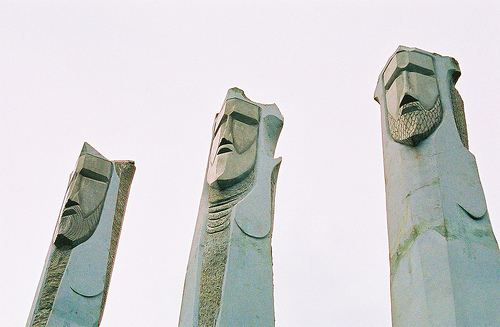

卡耶伊（西班牙語：Cayey）是波多黎各的城鎮，位於該島東南部，始建於1773年8月17日，面積130平方公里，每年平均降雨量1,289毫米，2010年人口48,119，人口密度每平方公里286.1人。

## 外部連結
- La Tuna de Cayey (Official Web site)